# Aldo Romano
Aldo Romano, (Belluno, 1941. január 16. –) olasz dzsesszdobos.

## Pályafutása
Aldo Romano 1941-ben született Bellunoban. Franciaországba emigrált olaszok fia. Franciaországban nőtt fel. Gitárosként kezdte pályafutását. Csak az 1960-as évek elején  Art Taylor hatására tért át a dobra. Hamarosan párizsi dzsesszklubokban lépett fel olyan zenészekkel, mint Bud Powell, Jackie McLean, J. J. Johnson, Stan Getz és Kenny Drew.
1964-ben Bernard Vitet és François Tusques free jazz együtteséhez csatlakozott, majd többek között Don Cherryvel, Gato Barbierivel, Karl Bergerrel dolgozott, aztán Kent Carterrel, Michel Portallal és Carla Bley-vel, Steve Lacyvel és Enrico Rava-val is.
1974-ben Joachim Kühnnel, Charlie Mariano-val és Philip Catherine-nel a Pork Pie nevű zenekarral dzsesszrockot játszott. Dolgozott Dexter Gordonnal, Jean-Luc Ponty-val, Phil Woodsszal, Keith Jarrettel és Steve Kuhnnal.
1977-ben Olaszországban rögzítettek egy albumot, amelyet Cesare Pavese művének, a Divieto di santificazionenak szenteltek.
2004-ben Romano megkapta a rangos Jazzpar-díjat a kifejezetten erre az alkalomra alapított Aldo Romano Jazzpar Quintet + 1 Stefano Di Battista, Mark Turner, Henrik Gunde Pedersen, Jesper Bodilsen és Susi Hyldgaard énekesnő közreműködésével három dán kisvárosban, valamint Koppenhágában. Ugyanebben az évben Emmanuel Bex, Emanuele Cisi, Francesco Bearzatti, Rémi Vignolo és Naab programozó közreműködésével készült el a Why of Bechet című album.
2015-ben Romano kiadta életrajzát „Ne joue pas fort, joue loin” címmel.

## Albumok
- Divieto Di Santificazione & Jean-Francois Jenny-Clark (1977)
- Il Piacere (1979)
- Night Diary (1980)
- Alma Latina (1983)
- Ritual (1988)
- Eric Barret, Aldo Romano & Henri Texier (1988)
- To Be Ornette to Be (1989)
- Ten Tales & Joe Lovano (1990)
- Dreams & Waters (1991)
- Yesterday's Tomorrow, Ron McClure & John Abercrombie (1991)
- Non Dimenticar (1993)
- Prosodie (1995)
- Intervista (1997)
- Because of Bechet (2002)
- Threesome (2004)
- The Jazzpar Prize (2004)
- Corners (2005)
- Chante (Dreyfus 2005)
- Flower Power (2006)
- Etat De Fait (2007)
- Just Jazz (2008)
- Complete Communion to Don Cherry (2010)
- Desireless (2010)
- Origine (2010)
- Inner Smile (2011)
- Plays the Connection (2013)
- Liberi Sumus (2014)
- Melodies En Noir & Blanc (2017)
- La Belle Vie (2019)

## Díjak
- 2004: Jazzpar Prize